# NGC 4848
NGC 4848 is een balkspiraalstelsel in het sterrenbeeld Hoofdhaar. Het hemelobject werd op 21 april 1865 ontdekt door de Duits-Deense astronoom Heinrich Louis d'Arrest.

## Synoniemen
- UGC 8082
- DRCG 27-220
- MCG 5-31-39
- KUG 1255+285
- ZWG 160.55
- IRAS 12556+2830
- PGC 44405